# Míg a világvége el nem választ
A Míg a világvége el nem választ (eredeti cím: Seeking a Friend for the End of the World) 2012-ben bemutatott amerikai filmvígjáték-dráma, melyet – elsőfilmes rendezőként – Lorene Scafaria írt és rendezett. A főszereplők Steve Carell és Keira Knightley.
Az Amerikai Egyesült Államokban 2012. június 22-én mutatták be. Magyarországon egy hónappal később, július 26-án jelent meg feliratosan, a Fórum Hungary forgalmazásában. A Duna Televízió szinkronosan mutatta be 2016. január 29-én.

## Cselekménye
Az emberiség tudomására jut, hogy egy, a Föld pályáját keresztező, és feltehetően oda becsapódó aszteroida pályáját megváltoztató küldetés kudarcba fulladt, így az aszteroida három hét múlva becsapódik a Földbe, és ennek következtében a teljes élővilág, benne az emberi civilizáció is, megsemmisül.
Az emberek szélsőséges módon reagálnak a hírre. Egyesek öngyilkosságot követnek el, mások féktelen szexorgiákon élik ki elfojtott vágyaikat, vagy drogozni kezdenek. Dodge-ot elhagyja a felesége, „élete szerelme” miatt.
Dodge Petersen (Steve Carell) észreveszi, hogy a szomszédja, Penny (Keira Knightley) sír a barátja elvesztése miatt, és nem tud a családjához Angliába utazni.
Dodge elmondja neki, ismer valakit, aki el tudja vinni Angliába, ha segít neki megtalálni a feleségét, Oliviát. Penny beleegyezik, hogy ehhez előbb Dodge szülővárosába kell menniük, ami Delaware államban van.
Az utazás során találkoznak Penny korábbi barátjával, Speckkel, akinek jól felszerelt bunkerében műholdas telefon is van, így azon fel tudják hívni Penny családját. Penny és Dodge kölcsönkérik Speck kocsiját és megérkeznek Olivia családjának házához. Olivia azonban nincs ott, így továbbmennek egy másik címre. Közben Dodge és Penny felfedezik, hogy vonzódnak egymáshoz. Majd megérkeznek a házhoz, ahol az az ember lakik, aki Dodge szerint Pennyt el tudja vinni Angliába. Ez valójában Dodge apja, Frank (Martin Sheen). Dodge behelyezi az alvó Pennyt apja repülőgépébe, és azt suttogja neki, hogy ő az élete szerelme. Frank és Penny elmennek a repülővel, míg Dodge ottmarad.
Dodge elmegy Penny lakásába, majd Penny is visszatér, mert nem akarja elhagyni Dodge-ot. Penny nagyon fél a haláltól, Dodge azzal tereli el a figyelmét, hogy a gyerekkoráról kérdezi.  Majd több robbanás hangja hallatszik és a kép kifehéredik.

## Szereplők
| Színész          | Szerep                    | Magyar hang        |
| ---------------- | ------------------------- | ------------------ |
| Steve Carell     | Dodge Petersen            | Kassai Károly      |
| Keira Knightley  | Penelope "Penny" Lockhart | Major Melinda      |
| Connie Britton   | Diane                     | Kisfalvi Krisztina |
| Adam Brody       | Owen                      | Szabó Máté         |
| Rob Corddry      | Warren                    | Haás Vander Péter  |
| Derek Luke       | Alan Speck                | Minárovits Péter   |
| Melanie Lynskey  | Karen Amalfi              | Sallai Nóra        |
| Tonita Castro    | Elsa                      | Sági Tímea         |
| William Petersen | Glenn                     | Forgács Péter      |
| Gillian Jacobs   | Katie, pincérnő           | Molnár Ilona       |
| T. J. Miller     | Darcy                     |                    |
| Patton Oswalt    | Roache                    | Kerekes József     |
| Bob Stephenson   | Wally Johnson rendőr      | Orosz István       |
| Mark Moses       | riporter                  |                    |
| Martin Sheen     | Frank                     | Papp János         |
| Nancy Carell     | Dodge felesége            |                    |

## A film készítése
A forgatás 2011-ben kezdődött Los Angelesben.

## Fogadtatás
A film vegyes kritikákat kapott a kritikusoktól. 10 milliós költségvetésével szemben csak 9,6 millió dolláros bevételre tett szert. A Metacritic oldalán a film értékelése 59% a 100-ból, ami 36 véleményen alapul. A Rotten Tomatoeson a Míg a világvége el nem választ 55%-os minősítést kapott, 159 értékelés alapján.